# Marojejya
Marojejya es un género con dos especies de plantas con flores perteneciente a la familia  de las palmeras (Arecaceae).  
Es nativo de Madagascar.

## Taxonomía
El género fue descrito por Jean-Henri Humbert y publicado en Mémoires de l'Institut Scientifique de Madagascar, Série B, Biologie Végétale 6: 92. 1955.
Etimología
Marojejya: nombre genérico que lleva el nombre del macizo de Marojejy en el noreste de Madagascar, donde la palma se recogió primero y describió.

## Especies
- Marojejya darianii
- Marojejya insignis